# Cotia
Cotia este un oraș în São Paulo (SP), Brazilia.